# André Rodrigues
André Filipe Franqueira Rodrigues (ur. 12 lutego 1977 w Ponta Delgada) – portugalski polityk, dziennikarz i samorządowiec związany z Azorami, poseł do Parlamentu Europejskiego X kadencji.

## Życiorys
Ukończył studia prawnicze na Uniwersytecie w Coimbrze. Przez kilkanaście lat pracował jako dziennikarz. Kierował redakcją czasopisma „Expresso das Nove”, był korespondentem telewizji TVI i redaktorem naczelnym magazynu pokładowego linii lotniczych SATA Air Açores. Później do 2020 zajmował stanowisko doradcy premiera Azorów, gdy urząd ten sprawował Vasco Cordeiro.
W 2021 objął funkcję sekretarza Partii Socjalistycznej na wyspie São Miguel. Wszedł też w skład kierownictwa socjalistów na Azorach. W 2024 został wybrany na posła do regionalnego parlamentu. W tym samym roku z listy PS uzyskał mandat deputowanego do Europarlamentu X kadencji.